# Batis molitor
El batis molitor (Batis molitor) es una especie de ave paseriforme de la familia Platysteiridae propia del África subsahariana.
El batis molitor es un ave muy abundante. Es un ave insectívora, que recoge su alimento de la superficie de las hojas y ocasionalmente atrapa insectos al vuelo. Se diferencia del Batis perkeo, porque su cola es más larga y posee una delgada franja blanca sobre su ojo amarillo. El plumaje del macho es completamente negro y blanco con un babero negro, la hembra además posee una mancha color castaño en su garganta y una banda en el pecho.

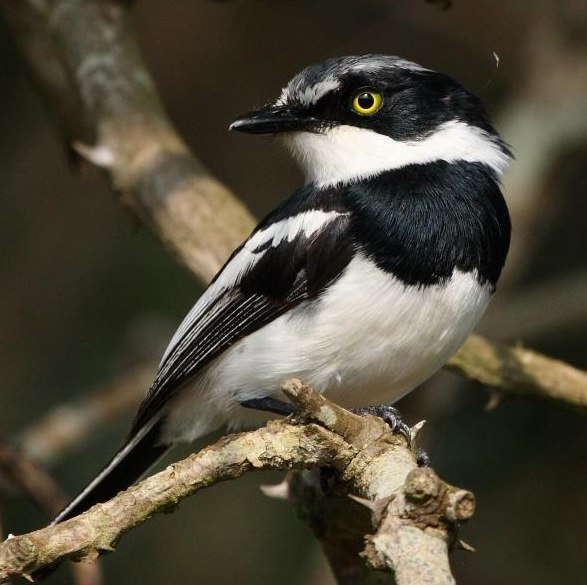
Macho

## Distribución y hábitat
Se lo encuentra en Angola, Botsuana, Burundi, República del Congo, República Democrática del Congo, Gabón, Kenia, Lesoto, Malawi, Mozambique, Namibia, Ruanda, Sudáfrica, Sudán del Sur, Suazilandia, Tanzania, Uganda, Zambia y Zimbabue.
Sus hábitats naturales son los bosques secos tropicales y subtropicales, y las sabanas húmedas.